# Halva de Chéki

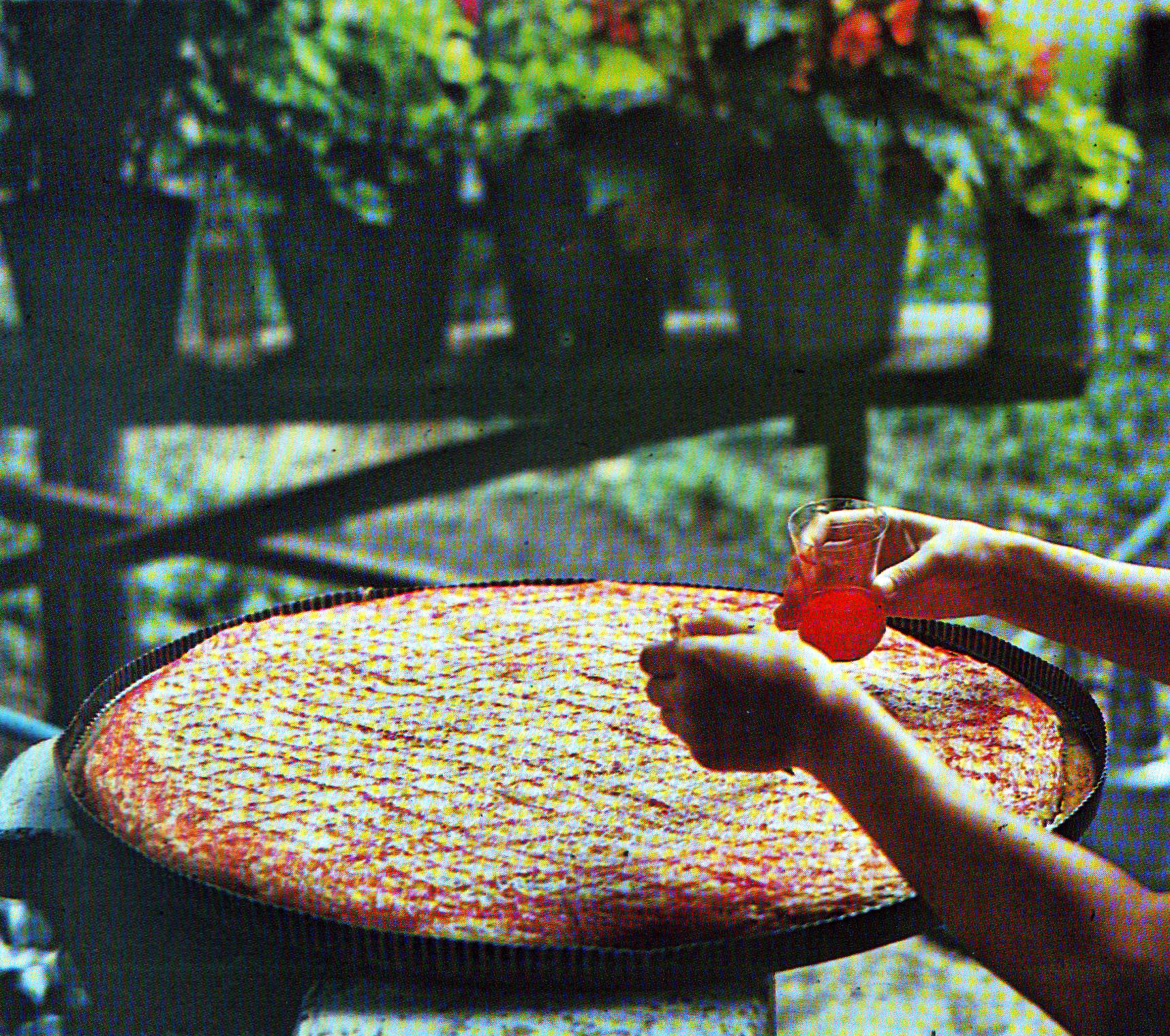
Halva de Chéki

Halva de Chéki ou pakhlava de Chéki (en azéri : Şəki halvası və ya Şəki paxlavası) est un type de dessert spécifique à la région de Chéki en Azerbaïdjan.

## Origine
Cependant, halva de Chéki a sa propre recette et caractéristiques, on dit que ce type de halva est originaire de la Mésopotamie ancienne.
Il existe certaines histoires connues à Chéki concernant les origines de halva de Chéki. Selon le premier, il a été préparé par des cuisiniers de khan de Chéki qui aimaient les desserts sucrés et qui leur ordonnaient de faire quelque chose de très sucré. En conséquence, les cuisiniers ont préparé halva de Chéki, qui est devenu très populaire dans la région. Une autre histoire suppose que les origines de ce  halva viennent de Tabriz. Machadi Husseyn, un commerçant de Tabriz, est venu à Chéki et a informé les marchands locaux de la recette du halva.  

## Préparation
Les ingrédients principaux du pakhlava de Chéki sont la farine de riz, le sucre, les noisettes pelées, les graines de coriandre, la cardamome et le safran.
L'une des exigences spécifiques de pakhlava de Chéki est d'utiliser de la farine de riz grillée au moulin. L’autre caractéristique est de contenir une rechta en forme de grille obtenue en versant la pâte liquide sur une plaque chauffante à travers un entonnoir spécial comportant 11 trous et en la cuisant en une minute.
La farce est faite de noisettes émiettées, de cardamome pilée et de graines de coriandre. Après avoir placé 8 à 10 couches de rechta sur un plateau rond en cuivre, la farce est ajoutée et recouverte de 5 à 10 couches de rechta. La couche supérieure est décorée de safran de forme carrée. Il est généralement cuit sur du charbon de bois pendant 10 à 20 minutes. Un sirop chaud appelé sorbet à base de sucre et d’eau est versé sur halva de Chéki avant de le laisser reposer pendant 8 à 10 heures.

## Galerie

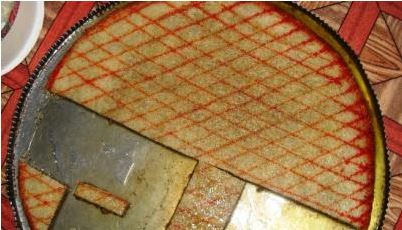
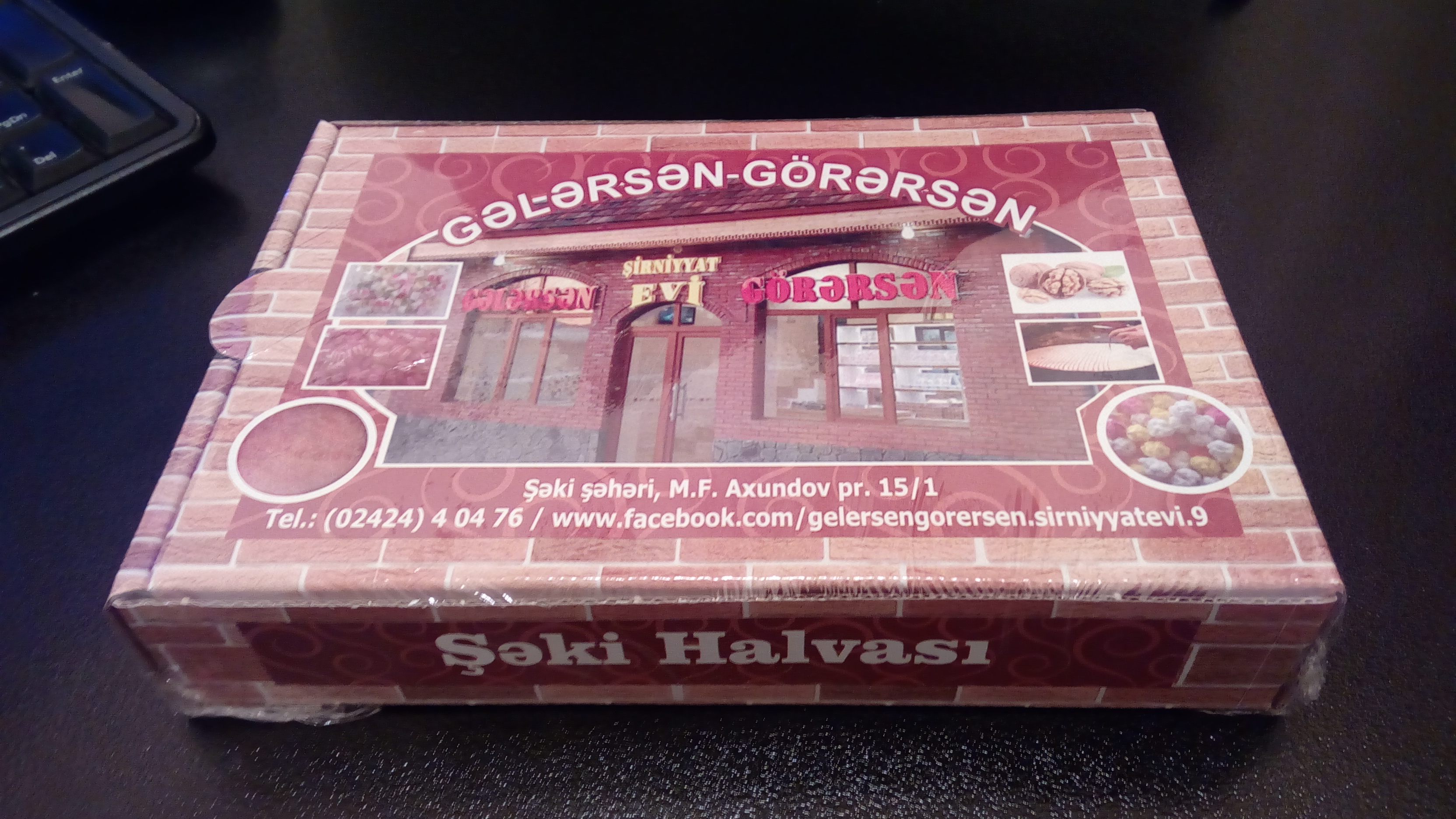
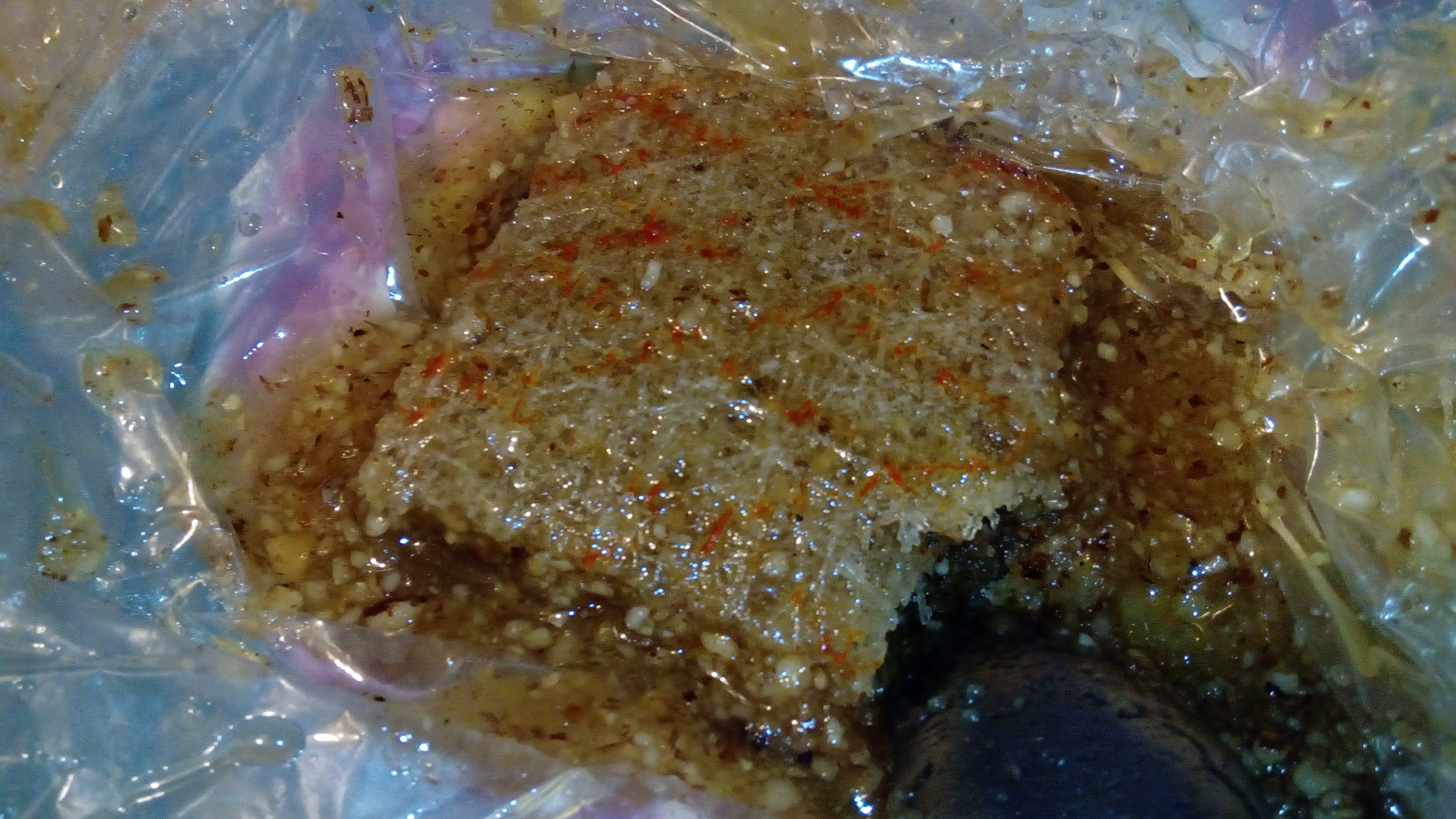